# Brandon Williams (Politiker)

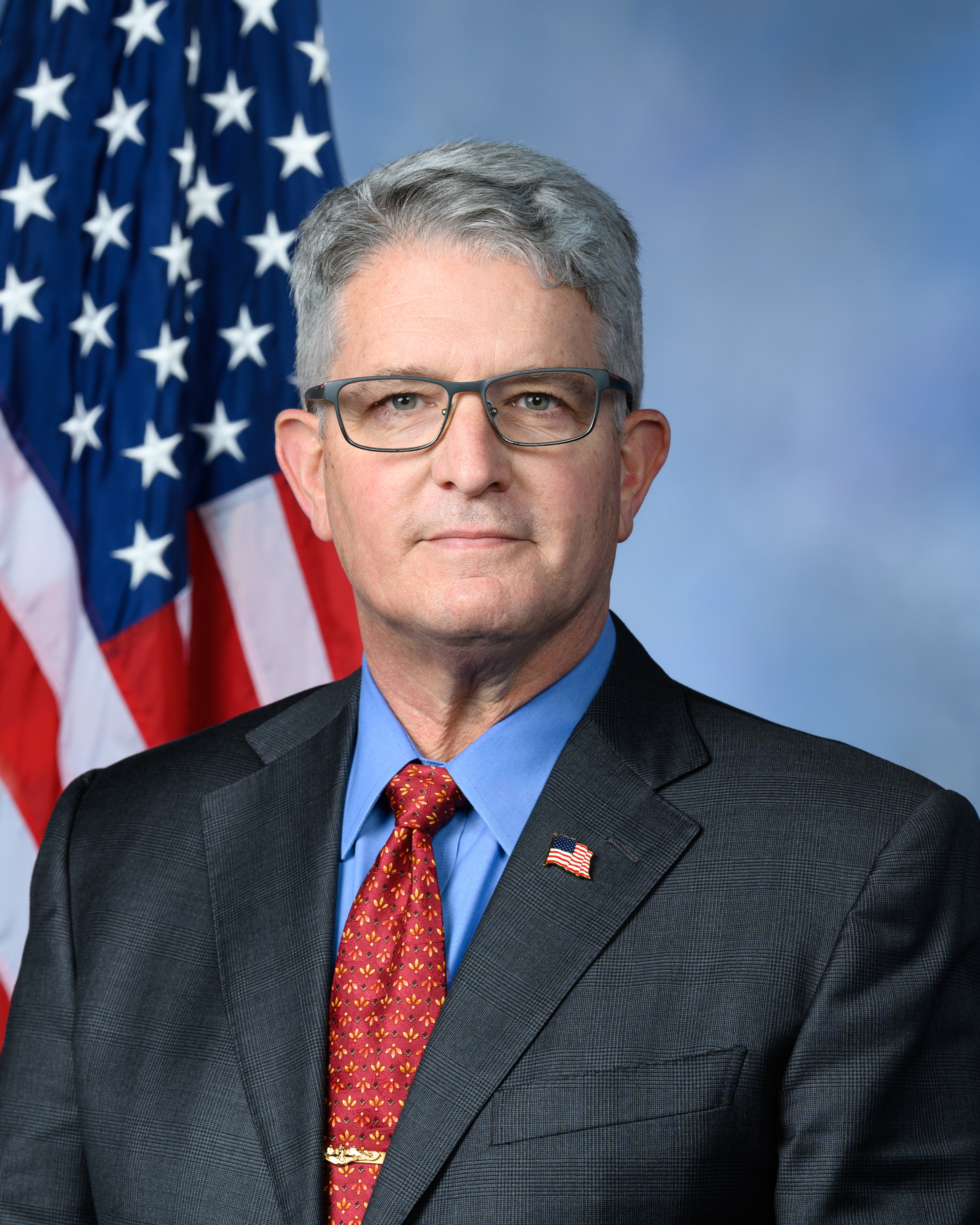
Offizielles Porträt von Brandon Williams 2023

Brandon McDonald Williams (* 22. Mai 1967 in Dallas, Dallas County, Texas) ist ein US-amerikanischer Politiker der Republikanischen Partei. Von Januar 2023 bis Januar 2025 vertrat er den 22. Distrikt des Bundesstaats New York im US-Repräsentantenhaus.

## Privatleben
Williams erwarb 1990 eine Bachelor-Abschluss an der Pepperdine University. Von 1990 bis 1996 diente er in der US-Marine unter anderem als Offizier auf einem U-Boot. Nach seiner Militärzeit setzte er sein Studium an der Wharton School der University of Pennsylvania fort und erwarb einen MBA. Zuletzt war er als Unternehmer tätig.
Williams ist verheiratet und hat zwei Kinder.

## Politik
Williams trat erstmals 2022 in einer öffentlichen Wahl an in seiner Kampagne präsentierte er sich als neues Gesicht und Problemlöser und stellte seine Erfahrung bei der Marine und als Unternehmer heraus. In der republikanischen Vorwahl wurde er mit 58 % der Stimmen mit einem Gegenkandidaten gewählt. In der allgemeine Wahl am 8. November 2022 gewann er mit 50,7 % gegen Francis Conole von den Demokraten. Seine Amtszeit begann am 3. Januar 2023 Enders am 3. Januar 2025.
Da der Wahlkreis mit zwölf Prozent Vorsprung vier Jahre zuvor für Joe Biden gestimmt hatte, galt Williams bei der Kongresswahl 2024 als der angreifbarste Republikaner im Bundesstaat New York. Innerparteilichen hatte er in der Vorwahl keinen Herausforderer, während sich bei den Demokraten John Mannion qualifizierte. In der Hauptwahl unterlag Williams Mannion mit 45,4 % zu 54,6 %.